# Gåsevatten, Västergötland
Gåsevatten är en sjö i Göteborgs kommun i Västergötland och ingår i Göta älvs huvudavrinningsområde.

## Bilder

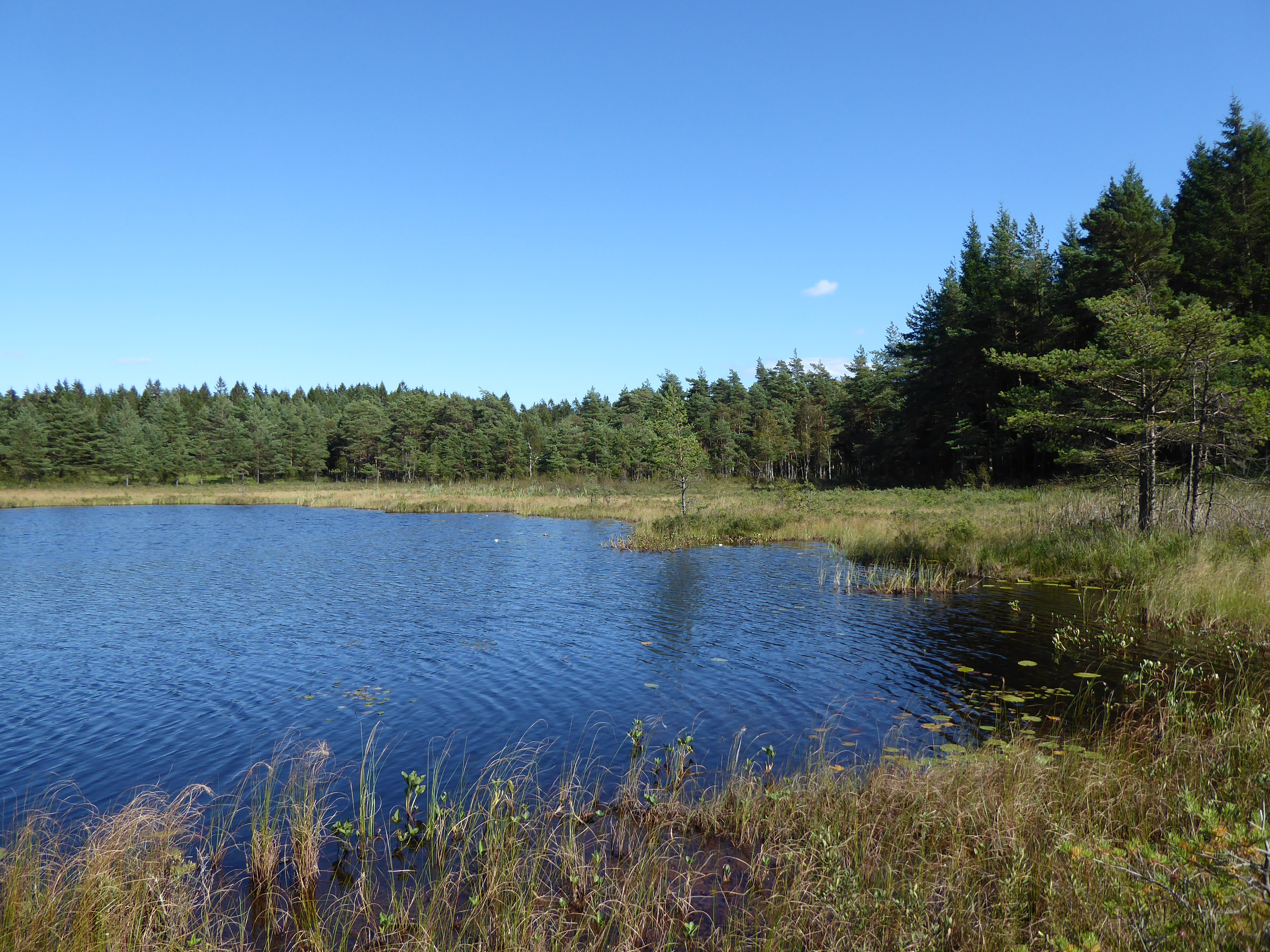
Gåsevattens östra del
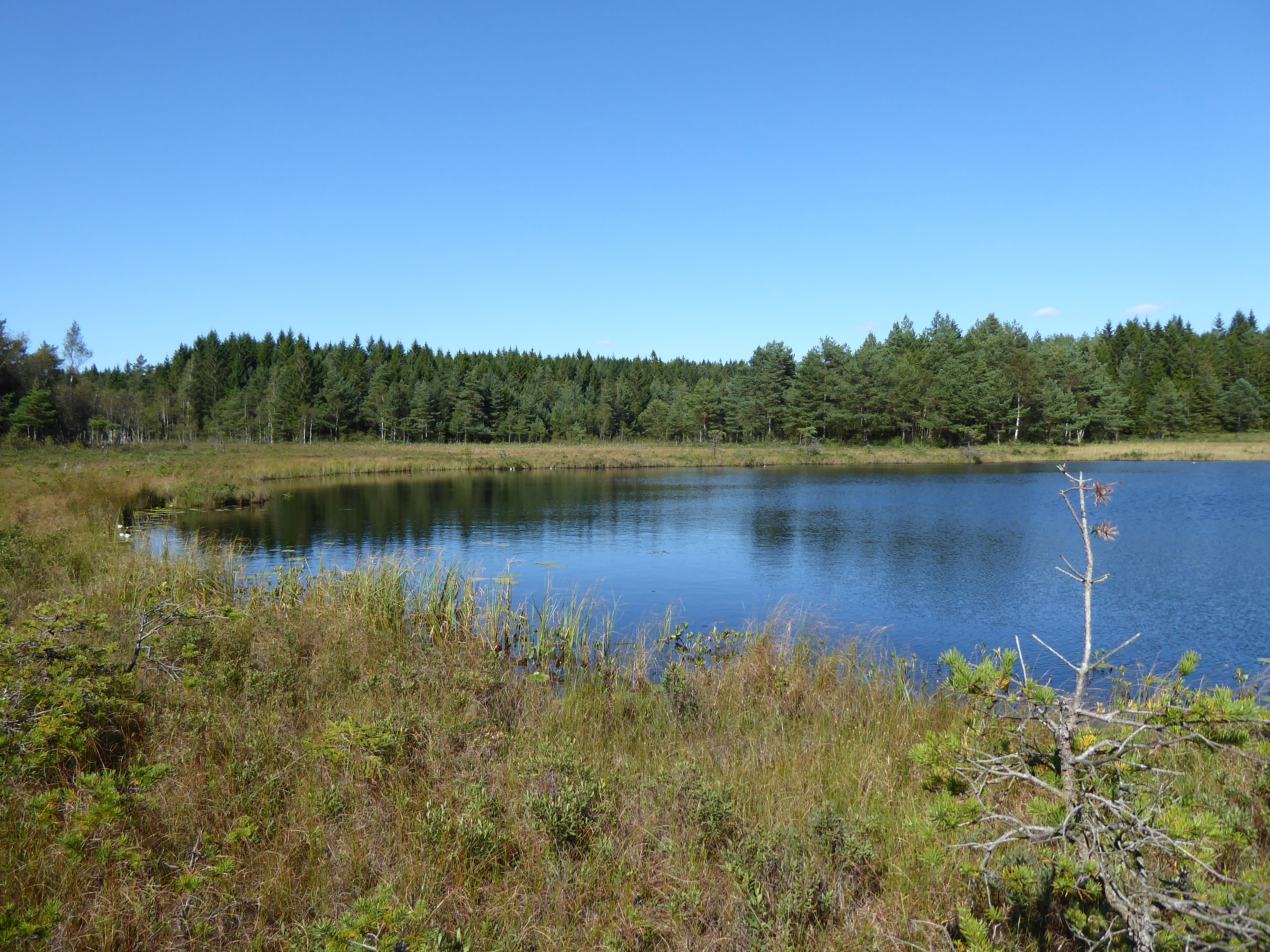
Gåsevattens västra del
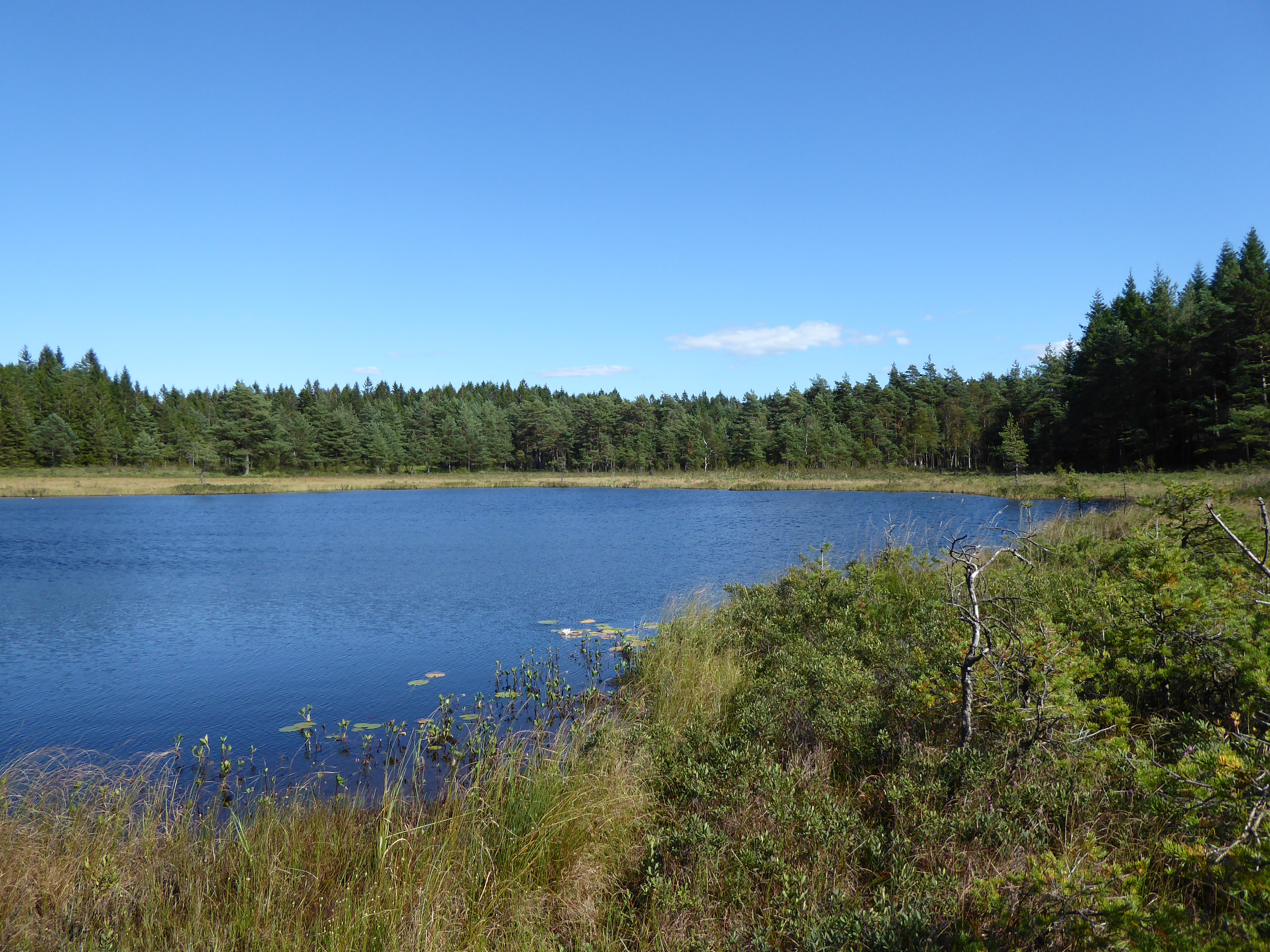
Gåsevattens södra strandkant i riktning öster